# Palais Festetics (Wien)

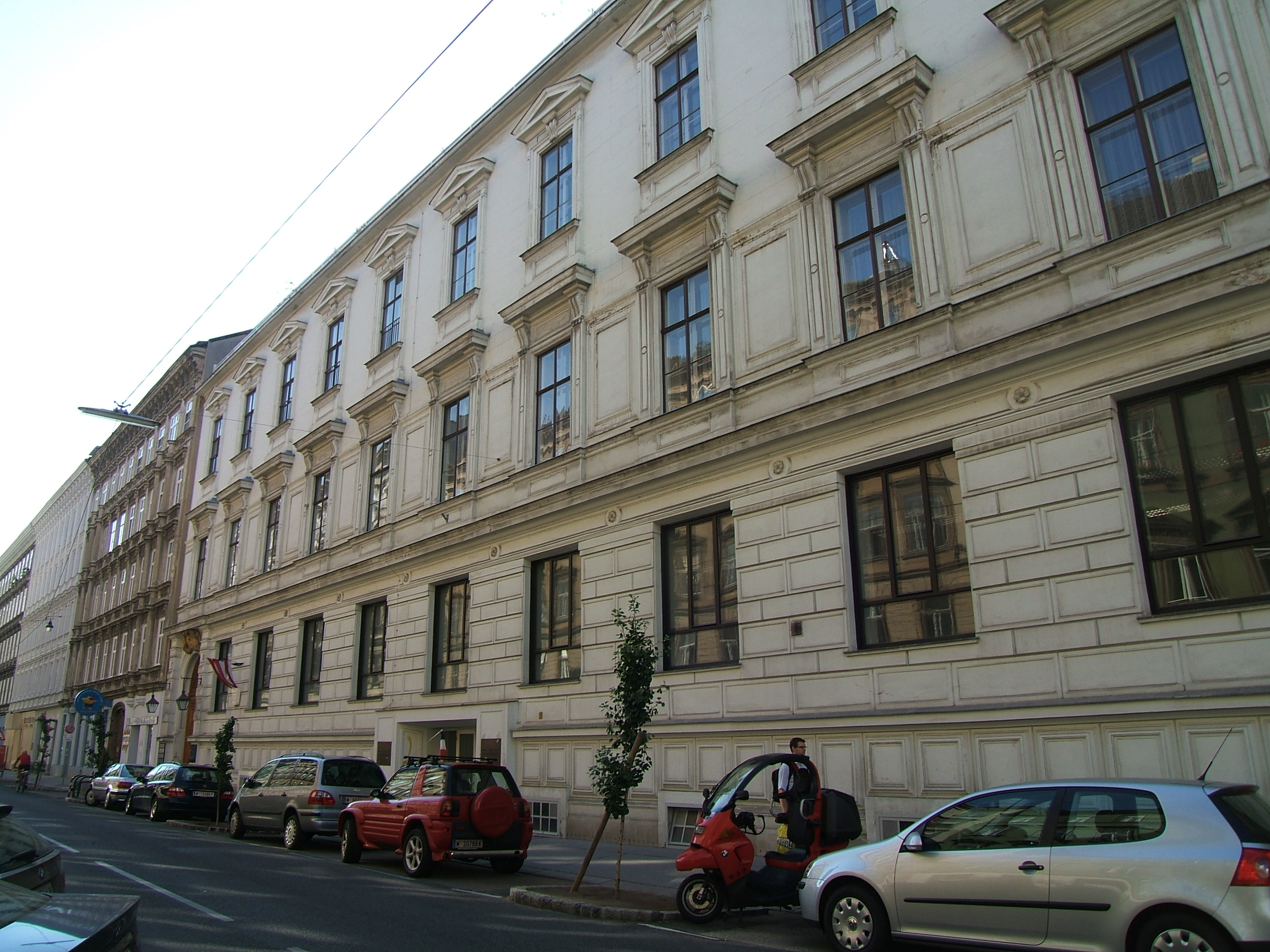
Palais Festetics

Das Palais Festetics befindet sich im 9. Wiener Gemeindebezirk Alsergrund, Berggasse 16.

## Geschichte
Das Palais wurde 1858 im Stil der Neu-Wiener Renaissance vom Architektenduo Johann Julius Romano (1818–1882) und August Schwendenwein (1817–1885) für Eugénie Gräfin Festetics von Tolna (1826–1894) erbaut.
1897 bezog das (von der Wiener Börse, Börsegasse 11, übersiedelnde, 1875 als Orientalisches Museum gegründete) k.k. Österreichische Handelsmuseum bzw. Österreichische Handelsmuseum in Wien das Haus und nutzte es bis 1939. Im Oktober 1898 nahm im Palais die neu gegründete k.k. Export-Akademie des Handelsmuseums den Lehrbetrieb auf und hielt diesen bis zur Absiedelung 1916 aufrecht. 1961 wurde das Gebäude umgebaut und wurde von der Kammer der Gewerblichen Wirtschaft in Wien bis 2019 genutzt. 2019 ging das Palais um ca. 17 Millionen € in den Besitz der Signa Holding des Tirolers Rene Benko über und wurde kurze Zeit später an die Hallmann Immobilienholding des Wiener Investors Klemens Hallmann um ca. 31,3 Millionen € weiterverkauft. Hallmann hatte zwar von geplanten Eigentumswohnungen gesprochen, verkaufte das Gebäude allerdings einige Monate später an eine Gesellschaft von LNR-Development-Gründer Lukas Neugebauer. Am 15. Mai 2024 startet in dem Palais eine auf 18 Monate anberaumte und von Benjamin Sagan und „Node Contemporary“ kuratierte künstlerische Zwischennutzung.

## Beschreibung
Der langgestreckte dreigeschoßige Bau ruht auf einer gequaderten Sockelzone mit kräftigem Gurtgesims und zwei seitlichen Rundbogenportalen. Im Bogenscheitel umschlingen zwei Harpyien eine Doppelkartusche. Die Fenster der Beletage haben eine gerade Fensterverdachung auf Konsolen. Den Raum zwischen den Fenstern füllen rechteckige Putzfeldrahmen aus. Ein durchlaufendes Sohlbankgesims und vorkragende Parapeten betonen die waagrechte Linie. Die Fenster im Obergeschoß wirken trotz einer Giebelverdachung, Putzfaschen mit Schlussstein und Parapetenfeldrahmung schlichter. In der Einfahrt tragen Pilaster ein Tonnengewölbe mit Gurten. Eine Säulenstiege mit Schmiedeeisengitter führt in die Beletage mit vier Prunkräumen im Neo-Rokoko-Stil.